# J. T. Whitney Funeral Home
La J. T. Whitney Funeral Home est un funérarium américain à Phoenix, dans le comté de Maricopa, en Arizona. Construite en 1926 dans le style Pueblo Revival, elle est inscrite au Registre national des lieux historiques depuis le 4 septembre 1985.